# Д'Артаньгав і три пси-мушкетери
«Д'Артаньгав і три пси-мушкетери» (яп. ワンワン三銃士, ванван сандзусі, ісп. D’Аrtacan y los tres mosqueperros, також «Д'Артаньян і три пси-мушкетери») — мультиплікаційний серіал за мотивами роману Александра Дюма про Д'Артаньяне і трьох мушкетерів. Був знятий спільно іспанською студією BRB Internacional та японської Nippon Animation. Режисер — Таку Сугіяма із студії Nippon Animation. Музику написали композитори Гвідо Де Анжеліс, Мауріціо Де Анжеліс і Кацухіса Хатторі.
Хоча мультсеріал транслювався в Японії і являється аніме, первісне озвучення було зроблено іспанською мовою. На відміну від оригінального роману, персонажі стали антропоморфними і являють собою собак, за винятком кішки Міледі, ведмедя Планше (слуги Д'Артаньяна), мишей Пома і Марко та деяких інших. Констанція Бонасьє в японському варіанті залишилась Констанцією (яп. コンスタンス, Консутансу), а в іспанській та інших версіях (включаючи радянську) була перейменована на Джульєтту (у французькій версії, втім, вона знову стала Констанцією). Як і в радянському мультфільмі «Пес у чоботях», у ролях мушкетерів залучені відповідно німецька вівчарка (Атос), сенбернар (Портос) та сетер (Араміс).

## Сюжет
Д'Артаньян вирушає до Парижа, щоб вступити до лав королівських мушкетерів. Там він знаходить трьох друзів: Атоса, Портоса і Араміса, а також мишеня Пома. Але, крім друзів, він знайшов собі і ворогів: міледі і кардинала Рішельє, котрі всіляко перешкоджали мрії Д'Артаньяна. Але за допомогою вірних друзів, досвіду та майстерності Д'Артаньян увійшов до лав королівських мушкетерів.

## Ролі озвучували
- Едуардо Ховер / Сатомі Мадзіма — д'Артаньгав
- Глорія Камара / Кейко Хан — Джульєтта (Констанція)
- Хесус Ньєто / Тессе Генда — Портос (в ісп. версії — Понтос)
- Хосе Луїс Хіль / Кането Сіодзава — Араміс (в ісп. версії — Аміс)
- Мануель Пейро / Акіо Нодзіма — Атос (в ісп. версії — Догос)
- Ана Анхелес Гарсія / Ейко Масуяма — Міледі
- Клаудіо Родрігес — де Тревіль
- Даніель Дисента — Планше
- Едуардо Морено — Бонасьє, дядько Джульєтти
- Франсіско Санчес / Тейдзі Оомія — батько д'Артаньгава
- Хав'єр Доту — Людовик XIII
- Хосе Мартінес Бланко — Відімер
- Хуан Ломбардеро — герцог Бекінгем
- Марія Луїса Рубіо — Анна Австрійська
- Рафаель де Пенагос / Мугіхіто — кардинал Рішельє
- Матильда Конеса / Акіко Цубої — мати д'Артаньгава
- Хосе Мораталл — Пом
- Віктор Аграмунт — Рошфор

## Показ в Україні
Цей мультсеріал був показаний 1993 року на телеканалі УТ-1.

## Український озвучення

### Одноголосе закадрове озвучення телеканалу «УТ-1»
- Ролі озвучував: Валерій Шевченко

## Список серій
| № | Назва | Дата оригінального показу |
| --- | --- | ------------------------- |
| 01 | Малюк з шпари (ісп. El viaje de D´Artacán) «Вампаку Дарутанін то:дзе:!!» (わんぱくダルタニヤン登場!!)                                                                |                           |
| Південь Франції, Гасконь, 1625 рік. Молодий Д'Артаньян із дворянського, але бідного роду б'ється на дерев'яних шпагах із Франсуа – сином місцевого мера. Перемігши супротивника, він удостоюється похвали мушкетера, який приїхав до села з Парижа за важливим дорученням. Д’Артаньян із подивом бачить, що столичний гість прямує до його будинку. Наступного ранку битва з Франсуа продовжується: незважаючи на всі пастки, Д'Артаньян знову виходить переможцем. Однак слідом за цим батько дає йому суворий урок фехтування на справжніх шпагах. І незабаром Д'Артаньян уже вирушає до Парижа, щоб здійснити свою давню мрію – стати королівським мушкетером. | |                           |
| 02 | Д'Артаньян зустрічає Чорного Уса (ісп. El misterioso caballero del bigote negro) «Надзо но куро хіге кенсі» (謎の黒ひげ剣士)                                         |                           |
| Шлях Д’Артаньяна до Парижа не позбавлений пригод: він вступає у конфлікт на дорозі з вершником, якому дає прізвисько «Чорний Ус». У найближчому місті, в місцевому шинку Д'Артаньян знову стикається з ним – розгортається дуель. Тут же він уперше бачить Міледі – таємничу красуню, на зустріч із якою приїхав вершник. | |                           |
| 03 | Париж, місто мрії (ісп. París, la capital de ensueño) «Харапеко но то Парі» (はらぺこの都パリ)                                                                       |                           |
| Після довгої та важкої подорожі Д'Артаньян нарешті досяг Парижа. При в'їзді в місто він випадково знайомиться з прекрасною незнайомкою, яка надала йому допомогу і залишила хустку. Однак у Парижі на Д'Артаньяна чекають різні небезпеки: без грошей він не може знайти ні їжу, ні нічліг, його переслідує варта і міські хулігани. Допомога приходить випадково – від тієї самої незнайомки, яку звати Джульєтта. | |                           |
| 04 | Три непереможні мушкетери (ісп. Los tres mosqueperros invencibles) «Тенка мутеки но сандзю:сі» (天下無敵の三銃士登場)                                                |                           |
| У домі мосьє Бонасьє Д'Артаньян знайшов притулок. Цього ж дня він уперше бачить трьох знаменитих мушкетерів, слава про яких гримить на весь Париж – Атоса, Портоса та Араміса. Знайомиться Д'Артаньян і з гвардійцями кардинала Рішельє, який мріє зганьбити мушкетерів. Повіривши обману гвардійців, він бореться з Атосом, але потім, побачивши свою помилку, переходить на бік мушкетерів і рятує Атоса від смертельного пострілу капітана Уіндермера. | |                           |
| 05 | Месьє Тревіль — капітан мушкетерів (ісп. Señor de Treville, el capitán de los mosqueperros) «Дзю:сі тайте: Торевуїру» (銃士隊長トレヴィル)                           |                           |
| Гвардійці кардинала на чолі з капітаном Уіндермером роблять спробу заарештувати Портоса і Араміса, але, отримавши відсіч від капітана мушкетерів де Тревіля, влаштовують погоню за Д'Артаньяном. Його шпага зіпсована, тому він змушений битися, не виймаючи її з піхов. Бачачи цей бій, де Тревіль викликає Д'Артаньяна до себе і, зрозумівши, що це син його старого друга з Гасконі, приймає його на службу як кадет і дарує нову шпагу. Д'Артаньян, помітивши з вікна кабінету де Тревіля фігуру «Чорного уса», стрімголов вибігає надвір. При цьому він зачіпає Атоса, що стає причиною виклику на дуель.                                                    | |                           |
| 06 | Д’Артаньян зустрічає друзів (ісп. D´Artacán contra los tres mosqueperros) «Сандзю:си то кетто:? Дарутанін оої ні урідасу» (三銃士と決闘？ダルタニヤン大いに売り出す) |                           |
| Переслідуючи «Чорного Уса», Д’Артаньян зачіпає Портоса та Араміса, які викликають його на дуель того ж дня, що й Атос. Всі троє приходять в один час, але дуель, що почалася, переривають гвардійці кардинала. Тепер Д’Артаньян бореться разом із мушкетерами проти їхніх ворогів – у результаті він стає їхнім другом та частиною компанії. | |                           |
| 07 | Знайомство з королем (ісп. Luis XIII el Justo) «Айба рофуті то сайкай!!» (愛馬ロフティと再会!!)                                                                      |                           |
| Про бій із гвардійцями стає відомо всьому мушкетерському корпусу: в нагороду Д'Артаньян отримує право відвідати королівський палац. Там він зустрічає Джульєтту – вона служить фрейліною у королеви. Цього ж дня конюх на ім'я Планше з шинку наводить Д'Артаньяну його коня і стає його слугою. Тим часом Рішельйо готує нову інтригу проти мушкетерів, в яку мимоволі виявляється втягнутий і Д'Артаньян. | |                           |
| 08 | Таємниця Джульєтти (ісп. El secreto de Juliet) «Дзюріетто дайсукі!! Де:то но хіміцю!» (ジュリエット大好き!!デートの秘密)                                             |                           |
| Джульєтта отримує таємне завдання від королеви Анни і налагоджує зв'язок із таємно прибулим до Парижа герцогом Букінгемським. У цей час за нею встановлюється стеження з боку людей Рішельє. Джульєтта змушена залишити Д’Артаньяна під час прогулянки з ним, але вона встигає призначити йому зустріч у найбагатшому ресторані столиці. Д’Артаньян бере із собою трьох мушкетерів і не дарма – гвардійці знову намагаються їх заарештувати, що призводить до чергової битви. Але Джульєтті не судилося цього вечора побачитися з Д'Артаньяном: вже при підході до ресторану її викрадає граф Рошфор – тепер вона в полоні у кардинала Рішельє.                   | |                           |
| 09 | Викрадення Джульєтти (ісп. Juliet secuestrada) «Дзюріетто саравару! Цуїсекі! Цуїсекі! Дай цуїсекі» (ジュリエットさらわる！追跡！追跡！大追跡)                        |                           |
| Бонасьє отримує повідомлення про те, що Джульєтта викрадена. Д’Артаньян вирушає на пошуки разом зі своїм слугою Планше, але вночі пошуки успіхом не увінчуються. Вранці кінь Д'Артаньяна виявляє місце ув'язнення Джульєтти, але граф Рошфор, який прибув незабаром, реалізує підступний план. Обведений навколо пальця, Д'Артаньян знову втрачає Джульєтту і змушений повернутися до будинку Бонасьє, оскільки його кінь поранено. | |                           |
| 10 | Втеча (ісп. Gran evasión) «Дай дассо:! Дарутанін тасукете!!» (大脱走！ダルタニヤン助けて!!)                                                                          |                           |
| Гвардійці викрадають Бонасьє. Д'Артаньян продовжує пошуки, а Джульєтті тим часом вдається приголомшити слугу Рошфора і тікати з полону на волю. Вона поспішає якнайшвидше потрапити до Парижа, щоб побачитися з королевою. Втікаючи на човні від переслідування, вона зустрічає Д'Артаньяна і зазнає аварії біля мосту. Однак, зігрівшись біля вогнища, Джульєтта і Д'Артаньян отримують допомогу від місцевого жителя, який доставляє їх річкою до Парижа. Тут уже чекає граф Рошфор із загоном гвардійців, проте на допомогу вчасно встигають Атос, Портос та Араміс.                                                                                           | |                           |
| 11 | Д'Артаньян під гіпнозом (ісп. Milady la hipnotizadora) «Міреді ні корорі Дарутаньян» (ミレディにころりダルタニヤン)                                                  |                           |
| Д'Артаньян знову втратив Джульєтту із виду, але не втрачає надії її знайти. Міледі користується цим і, заманивши його в пастку, гіпнотизує, вселяючи, що він повинен вночі вирушити до палацу і вбити королеву. Джульєтті і королеві Анне варто чималих зусиль запобігти трагедії і при цьому врятувати самого Д'Артаньяна від покарання. При прощанні Джульєтта зізнається Д'Артаньяну, що любить його. | |                           |
| 12 | Д'Артаньян у пастці (ісп. D´Artacán enamorado) «Кесен! Гайя:ру торіде» (決戦!!ガイヤール砦)                                                                          |                           |
| Міледі намагається схилити Джульєтту до співпраці з кардиналом, але та клянеться у вірності королеві та Д'Артаньяну і тікає. Сам Д'Артаньян у цей час ув'язнений за наказом де Тревіля, щоб його не могли заарештувати гвардійці. Однак йому вдається втекти, як тільки він отримує повідомлення про полон Джульєтти в замку Галард. Д'Артаньян і три мушкетери мчать туди, не підозрюючи, що ця пастка — частина нового плану кардинала Рішельє. | |                           |
| 13 | Д'Артаньян знайомиться з мосьє Помом (ісп. Debuta el amigo Pom) «Тю: томо Пому оояке хацу то:дзе:» (チュー友ポム公初登場)                                            |                           |
| Граф Рошфор влаштовує засідку в будинку Джульєтти, щоб знову зловити її. Тим часом Д'Артаньян знайомиться з ще одним мешканцем будинку – мишеням Помом. З його допомогою він вступає у бій із гвардійцями кардинала. Разом із трьома мушкетерами Д'Артаньян знову рятує Джульєтту, яка укладає його у свої обійми. | |                           |
| 14 | Пошуки Джульєтти (ісп. En busca de Juliet) «Хяку па:сенто но катаомої» (百パーセントの片想い)                                                                        |                           |
| Гвардійці знову приходять до будинку Д'Артаньяна, але йому з Джульєттою вдається бігти через чорний хід. Схувавши свою кохану в будинку Атоса, Д'Артаньян йде. Повернувшись, вона вже не виявляє її і вирішує, що вона знову викрадена. Весь день Д'Артаньян разом із Помом шукає її по всьому Парижу, поки не знаходить разом із герцогом Букінгемським – Джульєтта веде його до палацу на зустріч із королевою. Імпульсивний Д’Артаньян ледь не влаштовує бійки з герцогом через ревнощі, але вчасно зупиняється. | |                           |
| 15 | Великий подвиг Д'Артаньяна (ісп. La gran hazaña de D´Artacán) «Дарутаньян но хацу тегара» (ダルタニヤンの初手柄)                                                     |                           |
| Очікуючи Джульєтту, Д'Артаньян помічає дивну людину, що шпигує під вікнами палацу, а навіщо проникає всередину. Бій з ним ні до чого не призводить, але Пом встигає попередити Джульєтту про небезпеку. Королева вручає Джульєтті листа і дороге намисто для герцога – подарунок на згадку. Спритно перехитрувавши гвардійців, вона під охороною Д'Артаньяна доставляє все герцогу. Прощаючись біля пристані, герцог дарує Д'Артаньяну кинджал зі своїм фамільним гербом. | |                           |
| 16 | Кинджали та діаманти (ісп. Las lágrimas de la reina) «Танкен о нусунда онна» (短剣を盗んだ女)                                                                        |                           |
| Обманом та хитрістю міледі заволодіває кинджалом, подарованим герцогом Д'Артаньяну, але під час погоні його вдається повернути. Тим часом кардинал Рішельє, дізнавшись, що намисто знаходиться у герцога Букінгемського, підмовляє короля влаштувати урочистий бал, на який королева має одягнути намисто. Джульєтта терміново звертається до Д'Артаньяна – він має вирушити до Англії і привезти назад намисто на час початку балу. До нього приєднуються Атос, Портос і Араміс. Одночасно до Лондона за намистом вирушає міледі. | |                           |
| 17 | Подорож в Англії (ісп. Aventura en Londres) «Даруяніан уми о ватару» (ダルヤニヤン海を渡る)                                                                          |                           |
| За наказом кардинала Рішельє граф Рошфор розставляє пастки на шляху прямування мушкетерів – у результаті на корабель, що прямує до Англії, потрапляють лише Д'Артаньян та Пом. Прибувши до Лондона, вони поспішають до будинку герцога – побачити його допомагає подарований кинджал із фамільним гербом. Але вони запізнилися – міледі обманним шляхом добуває намиста першою і поспішає з ним у Францію. | |                           |
| 18 | Погоня (ісп. Deprisa, antes de que suene el vals) «Ісоге варуцу но нару мае ні» (急げワルツの鳴る前に)                                                               |                           |
| Герцог Букінгемський, Д'Артаньян та Пом разом влаштовують погоню за міледі. Наслідуючи на невеликому вітрильному човні, вони наздоганяють його, але швидко втрачають з виду – міледі спритно позбавила їх човен вітрил. Тільки кмітливість допоможе Д’Артаньяну знайти вихід із цієї ситуації. Після нетривалої сутички намисто потрапляє до Д'Артаньяна. Тепер найголовніше – встигнути до початку королівського балу у Парижі. | |                           |
| 19 | Випробування Д'Артаньяна (ісп. La gran prueba) «Дзю:сі но хосі о медзасе» (銃士の星をめざせ)                                                                         |                           |
| Д’Артаньян продовжує готуватися до того, щоб стати мушкетером. Якраз звільнилося одне місце, яке можна зайняти після випробувань – у мистецтві їзди верхи, плаванні та пошуках у нічному лісі. Свою людину на ці випробування посилає і кардинал Рішельє. На допомогу Д'Артаньяну приходять Пом і мушкетери. Проте, прагнучи допомогти своєму другові, вони перестаралися. | |                           |
| 20 | Д'Артаньян та Синій Сокіл (ісп. D´Artacán y el halcón azul) «Кагамі но ура но хіміцю» (鏡のうらの秘密)                                                               |                           |
| Париж у страху: відомий на всю Європу злодій та нальотчик Синій Сокіл разом зі своєю бандою готується пограбувати французьку столицю. Тим часом капітан гвардійців Уіндермер, зустрівши стару ворожку, починає пошук уривка карти скарбів, для чого по всьому місту таємно вилучаються та розбиваються дзеркала. Лише після проникнення у покої королеви вдається виявити відсутній фрагмент. Але ворожка виявляється зовсім не така проста, як здається на перший погляд... | |                           |
| 21 | Корабельна аварія (ісп. El misterioso barco fantasma) «Надзо но ю:рей сен но се:тай ва?» (謎のゆうれい船の正体は？)                                                  |                           |
| За наказом короля Д'Артаньян і три мушкетери вирушають у плавання, щоб знайти та знешкодити Синього Сокола. За ними слідує корабель графа Рошфора — кардинал Рішельє доручив йому першим знайти Синього Сокола і заволодіти його скарбами. Але обидва кораблі застигає зненацька страшний шторм. В результаті Д'Артаньян втрачає своїх друзів на увазі — з ним залишається тільки Пом. Разом вони потрапляють на дивний корабель, начебто населений примарами. Незабаром з'ясовується, що тут не обійшлося без підступів міледі. | |                           |
| 22 | Пригоди у джунглях (ісп. El sueño de D´Artacán) «Даруяніан то такарадзима» (ダルヤニヤンと宝島)                                                                      |                           |
| Викинуті хвилями на берег таємничого острова, Д'Артаньян і Пом вирушають шукати їжу. Тут вони рятують слоненя з болота і самі рятуються від місцевого племені, котре намагається схопити «чужинців». Виявивши таємний хід у печері, Д'Артаньян і Пом несподівано потрапляють прямо на корабель Синього Сокола, де вступають із ним у нерівний бій. Від смерті їх рятують тільки друзі, що вчасно настигли – Атос, Портос і Араміс. | |                           |
| 23 | Місія Марко (ісп. No repiquéis las campanas) «Но:торадаму но кане о нарасу на!!» (ノートルダムの鐘を鳴らすな!!)                                                      |                           |
| Король дає Д'Артаньяну, Атосу, Портосу та Арамісу нове завдання – вирушити до Іспанії та віддати її монарху коштовності. Цьому намагається протистояти кардинал Рішельє: за допомогою циркового мишеня Марка він розробляє новий підступний план. Марко заводить у пастку спочатку Пома, а потім і мушкетерів. Але, побачивши, що він зробив, Марко розуміє, що кардинал обдурив його, і прагне спокутувати свою провину. Він звільняє Пома з полону і разом з ним поспішає на допомогу Д'Артаньяну і трьом мушкетерам. | |                           |
| 24 | Самозванець (ісп. El falso conde de Roquefort) «Атосу но нісе хакусяку» (アトスのニセ伯爵)                                                                           |                           |
| Д'Артаньян, Пом, Атос, Портос і Араміс починають свій шлях до Іспанії. По дорозі їм знову доводиться уникати пасток, розставлених капітаном Уіндермером і графом Рошфором. Але під час нічлігу вони втрачають своїх коней через пограбування, скоєне циганами. З'ясовується, що їх змусив це зробити місцевий губернатор, який хотів вислужитися перед графом Рошфором. Друзі вигадують хитрий план — видають себе за графа Рошфора, «роль» якого відіграє Атос, та його почет. Цигани на подяку за допомогу дарують їм протиотруту від будь-якої отрути. | |                           |
| 25 | Помста Міледі (ісп. El veneno de Milady) «Міреді: но сибіре яку» (ミレディーのシビレ薬)                                                                              |                           |
| В Іспанії мушкетери знову здійснюють подвиг: Портос рятує дитину від розлюченого бика, що вирвався на волю. Сп'янілий від похвал місцевих жителів і піднесених йому кухлів пива, він, незважаючи на застереження друзів, слідує за прекрасною незнайомкою. У її будинку він випиває келих вина, після чого сили раптом залишають його. Незнайомка зриває маску – це міледі, яка ненавидить мушкетерів і отруту, що підсипала в келих. Вона готова віддати Портоса його друзям в обмін на коштовності. Тільки циганська протиотрута та сміливість Д'Артаньяна, Пома, Атоса та Араміса дозволяють врятувати Портоса.                                                | |                           |
| 26 | Мрія Д'Артаньяна справджується (ісп. Enhorabuena, mosqueperro D´Artacán) «Омедето: дзю:сі Дарутаніян» (おめでとう銃士ダルタニヤン)                                   |                           |
| Д'Артаньян, Пом, Атос, Портос і Араміс переможно повертаються з Іспанії. Кардинал Рішелье знову намагається позбутися Д'Артаньяна – цього разу за допомогою отрути, яка підмішує у пляшку вина капітан Уіндермер. Однак цьому перешкодить граф Рошфор, який мріє про вирішальний та чесний поєдинок із Д’Артаньяном. | |                           |

## Продовження мультсеріалу
У 1989 році вийшло продовження — «Повернення Д'Артаньгава» (ісп. El retorno de Dartacan) — зроблене студіями BRB Internacional, Thames Television та Wang Film Productions. Дія відбувається десять років по тому. Д'Артаньгав і Джульєтта живуть недалеко від Парижа з двома дітьми, Філіпом і Флер. Цей мультсеріал являється екранізацією роману «Віконт де Бражелон, або Десять років по тому». Він також складається із 26 серій.

## Повнометражна 3D-версія
У 2012 році, коли відзначалося 30-річчя першого виходу мультсеріалу на екрани, на сайті BRB Internacional було оголошено, що на 2014 рік планується прем'єра повнометражної 3D-версії мультфільму.